# Bob Berg
Robert Berg (New York, 7 aprile 1951 – Amagansett, 5 dicembre 2002) è stato un sassofonista statunitense.

## Biografia
Inizia a suonare il pianoforte a 6 anni, all'età di 13 anni passa al sassofono ed entra presto alla High School of the Performing Arts. Nel 1968 Berg entra alla Juilliard School e durante gli studi alla Juilliard, Jack McDuff, un organista, gli propone di suonare con lui nel suo tour. Dal 1973, per tre anni intensi, suona con Horace Silver e per mantenersi fa il tassista e il camionista.
Nel 1976  sostituisce George Coleman nel quartetto classico Cedar Walton's; vi rimane per 5 anni, con il batterista Billy Higgins e il bassista Sam Jones, suonando in tutto il mondo e registrando vari dischi. Nel 1984 Berg entra a far parte della band di Miles Davis e partecipa come ospite ad alcune tappe del tour di Pino Daniele. Dopo queste esperienze, intraprende la carriera da solista, incidendo molti dischi, tra cui Back Roads che nel 1993 ottiene il Grammy Award per la miglior performance jazz contemporanea ("best contemporary jazz performance"). A questo punto conosce il chitarrista Mike Stern, con cui lavora molti anni.
Nel 1992 Berg si unisce al quartetto acustico di Chick Corea (Acoustic Quartet). Dopo un paio di anni passati con Corea, fonda un proprio combo: "The Bob Berg Quartet". Trascorsi un paio di anni suona con gli Steps Ahead composti da Mike Mainieri, Peter Erskine, Eliane Elias e Marc Johnson. Nel 1997 Berg pubblica il suo ultimo disco da solista Another Standard, e suona con la Jazz Time SuperBand formata da Randy Brecker, Joey DeFrancesco e Dennis Chambers.
Muore in un incidente stradale a Amagansett, nell'East Hampton, Stato di New York, il 5 dicembre 2002.

## Equipaggiamento
- Sassofono tenore: Selmer Mark VI, Serial Number: 57317, Ance: Alexander Superial No. 2 1/2 & 3
- Sassofono soprano: Borgani Curved Pearl Silver, Serial Number: 0152, Ance: Alexander Superial & "DC" No. 2 1/2 & 3

## Discografia
- 1978 - New Birth
- 1982 - Steppin': Live in Europe
- 1987 - Short Stories
- 1988 - Cycles
- 1990 - In the Shadows
- 1991 - Back Roads
- 1992 - Virtual Reality
- 1993 - Enter the Spirit
- 1994 - Riddles
- 1995 - The Best of Bob Berg
- 1997 - Another Standard
- 2000 - Jazz Times Superband
- 2005 - Remembering (raccolta postuma)
- 2009 - The Meeting

## Collaborazioni
- 1983  - "Sciò live" di Pino Daniele
- 1999	-  Armsted Cristian Wave is Coming
- 2001	- B.B. King Here and There: The Uncollected B...
- 2000	- Bakithi Kumalo In From of My Eyes
- 1992	- Barbara Dennerlein That's Me
- 1994	- Ben Sidran Life's a Lesson
- 1979	- Billy Higgins Soweto
- 1995	- Billy Higgins Once More
- 1997	- Carl Filipiak Hotel Real
- 2000	- Carl Filipiak Peripheral Vision
- 1975	- Cedar Walton Eastern Rebellion, Vol. 1
- 1977	- Cedar Walton First Set
- 1977	- Cedar Walton Second Set
- 1977	- Cedar Walton Third Set
- 1978	- Cedar Walton Animation
- 1980	- Cedar Walton Maestro
- 1994	- Chick Corea Music Forever and Beyond: The...
- 1995	- Chick Corea Time Warp
- 1991	- Chroma Music on the Edge
- 1998	- Dennis Chambers	Getting Even
- 1991	- Dieter Ilg Summerhill
- 1990	- Doug Munro When Dolphins Fly
- 1991	- Eliane Elias Long Story
- 1988	- Emiel Van Egdom	This Is for You
- 1991	- Franco de Crescenzo Jazz Méditerranée
- 1991	- Gary Burton Cool Nights
- 1992	- Gary Burton & Friends Six Pack
- 1998	- Gary Willis Bent
- 1997	- Gegè Telesforo & Boparazzi Gege & Boparazzi
- 1976	- Horace Silver Jazz Profile
- 1975	- Horace Silver Silver 'n Wood
- 1975	- Horace Silver Silver 'n Brass
- 1976	- Horace Silver Silver 'n Voices
- 1999	- Horace Silver Retrospective
- 2000	- Ivan Lins Love Affair: The Music of Ivan...
- 2000	- Jaco Pastorius Rare Collection
- 1994	- Jason Miles World Tour
- 1991	- Joe Chambers Phantom of the City
- 1978	- John McNeil Embarkation
- 2001	- Karrin Allyson Ballads: Rembering John Coltrane
- 1977	-  Kenny Drew Lite Flite
- 1994	- Klaus Suonsarri	Reflecting Times
- 1985	- Leni Stern Clairvoyant
- 1987	- Leni Stern Next Day
- 1988	- Leni Stern Secrets
- 1993	- Marc Copland Quintet Stompin' with Savoy
- 2001	- Mike Gallaher Blue Paradise
- 1986	- Mike Stern Upside Downside
- 1987	- Mike Stern Time in Place
- 1989	- Mike Stern Jigsaw
- 1991	- Mike Stern Odds or Evens
- 1992	- Mike Stern Standards (and Other Songs)
- 1985	- Miles Davis You're Under Arrest
- 1985	- Miles Davis Complete Miles Davis at Montreux
- 1987	- Niels Lan Doky Truth: Live at Montmartre
- 1989	- Niels Lan Doky Dreams
- 1995	- Original Soundtrack People
- 1998	- Randy Waldman Wigged Out
- 1992	- Rhythmstick Rhythmstick
- 1977	- Sam Jones Changes & Things
- 1977	- Sam Jones Something in Common
- 1978	- Sam Jones Visitation
- 1977	- The Players Association	Turn the Music Up
- 1980	- The Players Association	We Got the Groove
- 1988	- The Randy Brecker Quintet Live at Sweet Basil
- 1993	- Tom Coster Let's Set the Record Straight
- 1994	- Tom Coster Forbidden Zone
- 1987	- Tom Harrell Visions
- 1988	- Tom Harrell Stories
- 1976	- Tom Harrell Aurora/Total
- 1990	- Tom Schuman Extremities
- 1997	- Valery Ponomarev Star for You
- 1995	- Various Artists	A Love Affair...The Music of Ivan Lins
- 1988	- Various Artists	Denon Jazz Sampler, Vol. 3
- 1993	- Various Artists	Windows, Vol. 1
- 1993	- Various Artists	Windows, Vol. 2
- 1994	- Various Artists	Feel the Vibes
- 1996	- Various Artists	New Groove: The Blue Note Remix...
- 1996	- Various Artists	World Christmas
- 1997	- Various Artists	For the Love of Monk
- 1997	- Various Artists	Art of Saxophone
- 1997	- Various Artists	Art of Saxophone: Impressions
- 1998	- Various Artists	Endless Miles: A Tribute to Miles...
- 1999	- Various Artists	Bebop [32 Jazz]
- 2000	- Various Artists	Smooth and Straight
- 1995	- Various Artists Monterey Jazz Festival: 40...
- 1999	- Wolfgang Muthspiel Work in Progress 89-98
- 1991	- Wolfgang Muthspiel Trio Promise